# تميم بن يوسف بن تاشفين
أبو الطاهر تميم بن يوسف بن تاشفين (توفي 520هـ/1126م) أمير وقائد عسكري مرابطي، ابن أمير المسلمين يوسف بن تاشفين، تولى حكم مالقة في عهد أبيه وتم تعيينه عاملا على إشبيلية سنة 516 هـ / 1124م، في عهد أخيه علي، وكانت إشبيلية عاصمة الأندلس ومركز إدارتها في عهد المرابطين، وبقي حاكما على الأندلس إلى غاية وفاته.

## مسيرته
شارك تميم في معركة الزلاقة ملبيا دعوة أبيه، وكان حينها عاملا على منطقة مالقة. بعد وفاة والده وساعد في انتقال سلمي وسلس للسلطة داعيا الناس إلى مبايعة أخيه علي بن يوسف، رغم كون الأمير تميم أخوه الأكبر، فبايعه هو وشيوخ لمتونة وباقي قبائل صنهاجة والأكابر والقادة قبل دفن أبيهم يوسف بن تاشفين.
سنة 501هـ عزل أمير المسلمين علي أخاه تميم عن بلاد المغرب وولى مكانه محمد بن الحاج. وتم تعيين تميم على غرناطة وأعمالها وجعله قائدًا أعلى للجيوش المرابطية فيما وراء البحر. خرج تميم من غرناطة في آخر رمضان 501 هـ/مايو 1108 م نحو جيّان حتى وافته قوات قرطبة بقيادة محمد بن أبى رنق، ثم سار إلى بيّاسة ومنها إلى أراضي قشتالة، وفي الطريق لحقته قوات مرسية بقيادة محمد بن عائشة، وقوات بلنسية بقيادة محمد بن فاطمة، ثم اتجهوا صوب بلدة أقليش الحصينة، فوصلوها في 14 شوال 501 هـ/27 مايو 1108م، وحاصروها بقوة، فسقطت في أيديهم في اليوم التالي. بعد أن دخل المرابطون المدينة، فر المقاتلة إلى حصن أقليش، وامتنعوا به. جرت معركة أقليش 16 شوال 501 هـ، وانتصر المرابطين انتصارًا ساحقًا في هذه الموقعة، وقُتل من الإسبان خلق كثير بينهم سانشو بن ألفونسو وقائد جيشه،، وسميت هذه المعركة بأنها الزلاقة الثانية.
وفي فتاوي ابن رشد الجد، ورد اسم الأمير تميم وهو يستفسر عن يمين حلفته زوجته الحرة حواء بن تاشفين.
سنة 512 هـ،  عندما كان تمبم واليًا على شرق الأندلس ومقره في بلنسية، استقبل وفد من كبار علماء سرقسطة يطللبون منه النجدة بعد الحصار الضخم الذي فرضته على المدينة جيوش الإسبان والفرنجة، فاستجاب الأمير تميملهم وأعد جيشًا مرابطيًا وعسكر في حصن قريب من سرقسطة. لم يتحرك الجيش المرابطي لنجدة المحاصرين، وأصيب تميم بن يوسف بالفزع من ضخامة الجيوش الصليبية.
وقد شعر أهل سرقسطة بتقاعس وتردد المرابطين، فأرسلوا للأمير تميم رسالة مؤثرة يناشدونه فيها بالتقدم لنجدة المحاصرين وقد كتبها قاضي سرقسطة ثابت بن عبد الله في شهر شعبان سنة 512هـ.  انسحب تميم إلى بلنسية تاركًا سرقسطة تواجه مصيرها وحدها، وفي يوم الأربعاء 3 رمضان 512 هـ ـ 18 ديسمبر 1118م، وبعد حصار شديد، دخل جيش أراغون إلى سرقسطة.